# 大橋祥正
大橋 祥正（おおはし よしまさ、1975年1月6日−）は、日本の映画やテレビドラマなどの監督、演出家、脚本家である。

## 人物・来歴
京都府出身。近畿大学理工学部建築学科卒業後、松竹の鎌倉映画塾に入学。
映画塾在学中に目の不自由な祖父を記録したドキュメンタリー『ここだ ここだ』で、第21回東京ビデオフェスティバル銀賞を受賞。
以後、映画やテレビドラマなど数々の作品に参加。
NHK連続ドラマ『プリンセスメゾン』にて、第33回ATP賞テレビグランプリドラマ部門優秀賞を受賞。

## 主な作品

### 監督

#### テレビドラマ
- だれかに話したくなる山本周五郎日替わりドラマ２『人情武士道』（2022年、NHK BSプレミアム）
- だれかに話したくなる山本周五郎日替わりドラマ２『ゆうれい貸屋』（2022年、NHK BSプレミアム）
- だれかに話したくなる山本周五郎日替わりドラマ２『半化け又平』（2022年、NHK BSプレミアム）
- プリンセスメゾン（2016年、NHK BSプレミアム）＊第33回ATP賞テレビグランプリ 優秀賞受賞

#### 配信ドラマ
- 連続ドラマ『アノニマチュ！〜恋の指相撲対策室〜』（2021年、テレビ東京 Paravi）
- 短編ドラマ『名古屋城 本丸御殿』出陣の儀 篇 / 婚礼の儀 篇（2019年）

- ショートフィルム『同じ場所』（2010年、ショートショートフィルムフェスティバル）

#### ドキュメンタリー
- 『３６５岐阜と。』 大垣市 篇 / 海津市 篇 / 揖斐川町 篇（2021年）

- 『通学路』#5 書家・江島史織（2017年、スカパー！）

#### 映画
- 夜明けの記憶（2008年）

#### CM
- オンライン英会話『レアジョブ』（2013年）

#### ミュージックビデオ
- AKB48『制服の羽根』（2014年）Ｂ班演出
- 空感『DREAMER』（2010年）
- 空感『レーヴ』（2008年）
- 木村至信BAND『君だった』（2006年）

#### DVD
- 乃木坂46『君の名は希望』 個人PV 斎藤ちはる篇「アクターズスタジオ」（2013年）
- 乃木坂46『制服のマネキン』 個人PV 衛藤美彩篇「座禅」 / 中元日芽香篇「箸」 / 宮澤成良篇「絵画」（2012年）

### 脚本

#### テレビドラマ
- だれかに話したくなる山本周五郎日替わりドラマ２『人情武士道』（2022年、NHK BSプレミアム）
- だれかに話したくなる山本周五郎日替わりドラマ２『ゆうれい貸屋』（2022年、NHK BSプレミアム）
- だれかに話したくなる山本周五郎日替わりドラマ２『半化け又平』（2022年、NHK BSプレミアム）

#### 配信ドラマ
- 連続ドラマ『青春トランジション』（2020年）

- 短編ドラマ『名古屋城 本丸御殿』出陣の儀 篇 / 婚礼の儀 篇（2019年）

- ショートフィルム『同じ場所』（2010年、ショートショートフィルムフェスティバル）

#### ミュージックビデオ
- Nissy(西島隆弘)『Trippin』（2022年）
- Nissy(西島隆弘)『Get You Back』（2021年）
- Nissy(西島隆弘)『Say Yes』（2021年）

#### CM
- オンライン英会話『レアジョブ』（2013年）

### 助監督など

#### 映画
- 桜、ふたたびの加奈子（2013年）
- BRAVE HEARTS 海猿（2012年）助監督応援
- 東京プレイボーイクラブ（2012年）
- 東京公園（2011年）
- 落語物語（2011年）
- 東京島（2010年）
- 信さん・炭坑町のセレナーデ（2010年）
- eatrip（2009年）
- 私は貝になりたい（2008年）助監督応援
- TOKYO! ＜メルド＞（2008年）助監督応援
- ザ・マジックアワー（2008年）
- 恋空（2007年）プロデューサー補
- サッド ヴァケイション（2007年）俳優担当
- ユモレスク 〜逆さまの蝶〜（2006年）
- ピーナッツ（2006年）助監督応援
- サマータイムマシン・ブルース（2005年）
- 交渉人 真下正義（2005年）
- 下妻物語（2004年）助監督応援
- 踊る大捜査線 THE MOVIE 2 レインボーブリッジを封鎖せよ!（2003年）
- SF Short Films 〜県道スター〜（2002年、ピエール瀧監督）
- SF Short Films 〜仲良き事は良きことかな〜（2002年、中野裕之監督）
- 釣りバカ日誌イレブン（1999年）

#### テレビドラマ
- 山本周五郎ドラマ さぶ（2020年、NHK BSプレミアム）監督補
- コンとコトン「顔じゃない」篇 / 「ベテラン声優」篇（2019年、NHK総合）監督補

- NHKスペシャル「東京ミラクル　第１集 美食の街 受け継がれる“築地の魂”」ドラマパート（2018年、NHK総合）

- ビューティフル・スロー・ライフ（2015年、NHK総合）
- ノーコン・キッド 〜ぼくらのゲーム史〜（2013年、テレビ東京）
- クロユリ団地 〜序章〜（2013年、TBS）
- 深夜も踊る大捜査線 THE FINAL（2012年、フジテレビ）監督補
- 事件記者 浦上伸介5（2007年、テレビ東京）
- ある愛の詩（2006年、TBS）
- 炎の警備隊長・五十嵐杜夫4（2005年、テレビ朝日）
- 逃亡者 木島丈一郎（2005年、フジテレビ）
- 旅行作家・茶屋次郎4（2004年、テレビ東京）
- 桜乙女の事件帖12（2003年、フジテレビ）
- 北ホテル（2003年、日本テレビ）
- 年の差カップル刑事3（2003年、フジテレビ）
- 深夜も踊る大捜査線2（2003年、フジテレビ）
- ダブルスコア（2002年、フジテレビ）
- 天使の歌声 〜小児病棟の奇跡〜（2002年、フジテレビ）
- 恋するトップレディ（2002年、フジテレビ）
- 生きるための情熱としての殺人（2001年、テレビ朝日）

#### ミュージックビデオ
- AKB48『永遠プレッシャー』（2012年）
- AKB48『ギンガムチェック 〜高橋栄樹監督ver.〜』（2012年）
- 乃木坂46『おいでシャンプー』（2012年）

#### CM
- 明治「キシリッシュ」（2013年）
- ディップ 「バイトルドットコム」（2013年）
- マツモトキヨシ 〜ハズレ男篇〜 〜商品キャンペーン篇〜（2001年）
- ストップエイズ（2000年）

#### Vシネマ
- 本気24（2002年、松竹）
- 本気21（2001年、松竹）
- 仁義24,25,26,27（2000年、松竹）
- 本気17,18,19,20（2000年、松竹）
- 本気15,16（1999年、松竹）

#### アニメーション
- 21世紀まんがはじめて物語（2001年、TBS）